# Anděl zkázy (film)
Anděl zkázy (El ángel exterminado) je surrealistické drama španělského režiséra Luis Buñuela z roku 1962. Hlavní roli hrála Silvia Pinalová a film produkoval její tehdejší manžel Gustavo Alatriste.
Film vypráví o skupině bohatých hostů, kteří po okázalé večeři nemohou odejít, a o chaosu, který z toho plyne. Satirický a alegorický film zobrazuje aristokratickou společenskou vrstvu, která „přechovává divoké instinkty a nevyslovitelná tajemství“. V roce 2004 zařadil The New York Times film do seznamu „Nejlepších 1 000 filmů, které kdy byly natočeny“. Film byl v roce 2016 adaptován do stejnojmenné opery.
Anděl zkázy získal Cenu FIPRESCI na filmovém festivalu v Cannes v roce 1962.

## Obsazení
- Silvia Pinalová
- Jacqueline Andere
- Claudio Brook
- José Baviera
- Rita Macedo
- Augusto Benedico
- Antonio Bravo
- Enrique García Álvarez
- Eric del Castillo
- a další